# Overloaded: The Singles Collection
Overloaded: The Singles Collection ist die erste, am 20. November 2006 erschienene, Greatest-Hits-Compilation der britischen Band Sugababes. Das Album enthält 13 Singles der Sugababes und zwei neue Lieder, Easy und Good to Be Gone.
Die Collection wurde auch als DVD mit 14 Musikvideos, Live- und Remix-Album veröffentlicht.
Obwohl vor der Veröffentlichung berichtet wurde, dass Amelle Berrabah und Heidi Range die Gesangsspuren von Mutya Buena und Siobhán Donaghy neu aufnehmen würden, wurden alle Originalversionen der Songs verwendet.
Trotz des Titels The Singles Collection enthält die Collection nicht alle 18 Singles, die im Vorfeld zu Easy veröffentlicht wurden. Stattdessen finden sich auf der deutschen Version nur 13 der Singles auf der CD wieder, während auf britischen Versionen zusätzlich noch der Song Run for Cover enthalten ist.

## Kritik
Die erste Greatest-Hits-Compilation der Sugababes wurde positiv aufgenommen:

„Das Trio überzeugte von Beginn an mit clever arrangierten Popsongs, die nie altbacken klangen und sich regelmäßig mit innovativen bzw. modernen Elementen von der Konkurrenz absetzten. Die Songs haben mal einen Schuss Soul (Stronger) oder einen leichten R&B-Anstrich (Caught in a Moment und Good to Be Gone, der bessere der beiden neuen Songs auf Overloaded) und sind stets auf maximale Eingängigkeit getrimmt, ohne beliebig zu wirken (Ugly, Push the Button). Damit erfüllen Keisha, Heidi und Amelle sämtliche Ansprüche, die man an heutige Popmusik stellen kann und lassen schon jetzt das Vakuum erahnen, das die Sugababes hinterlassen, wenn sie einmal von der Bühne abtreten sollten.“

## Titelliste
| #  | Titel                          | Album                   | Songwriter | Länge |
| -- | ------------------------------ | ----------------------- | --- | ----- |
| 1  | Freak Like Me                  | Angels with Dirty Faces | Eugene Hanes, Marc Valentine, Loren Hill, William Collins, George Clinton, Gary Numan                                                     | 3:15  |
| 2  | Round Round                    | Angels with Dirty Faces | Keisha Buchanan, Mutya Buena, Heidi Range, Miranda Cooper, Niara Scarlett, Brian Higgins, Tim Powell, Nick Coler, Shawn Lee, Lisa Cowling | 3:57  |
| 3  | Red Dress                      | Taller in More Ways     | Buchanan, Buena, Range, Higgins, Cooper, Cowling, Coler, Robert Bradley, Tim Powell, Shawn Mahan                                          | 3:38  |
| 4  | In the Middle                  | Three                   | Buchanan, Buena, Range, Cooper, Higgins, Scarlett, Lee, Cowling, Andre Tegler, Phil Fuldner, Michael Bellina                              | 3:55  |
| 5  | Stronger                       | Angels with Dirty Faces | Buchanan, Buena, Range, Marius De Vries, Felix Howard, Jony Rockstar                                                                      | 4:03  |
| 6  | Shape                          | Angels with Dirty Faces | Craig Dodd, Dominic Miller, Gordon Sumner, Kenneth Dodds                                                                                  | 4:12  |
| 7  | Overload                       | One Touch               | Buchanan, Buena, Siobhán Donaghy, Howard, Cameron McVey, Rockstar, Paul Simm                                                              | 4:37  |
| 8  | Good to Be Gone                | –                       | Amelle Berrabah, Buchanan, Range, Jason Pebworth, George Astasio                                                                          | 3:27  |
| 9  | Caught in a Moment             | Three                   | Buchanan, Buena, Range, De Vries, Jony Lipsey, Karen Poole                                                                                | 4:26  |
| 10 | Ugly                           | Taller in More Ways     | Dallas Austin | 3:51  |
| 11 | Easy                           | –                       | Berrabah, Buchanan, Range, George Astasio, Jason Pebworth                                                                                 | 3:39  |
| 12 | Too Lost in You                | Three                   | Diane Warren | 4:00  |
| 13 | Run for Cover (UK Bonus Track) | One Touch               | Buchanan, Buena, Donaghy, Lipsey, McVey, Simm                                                                                             | 3:47  |
| 14 | Hole in the Head               | Three                   | Buchanan, Buena, Range, Higgins, Cooper, Powell, Coler, Scarlett                                                                          | 3:39  |
| 15 | Push the Button                | Taller in More Ways     | Buchanan, Buena, Range, Dallas Austin | 3:38  |

## Singleauskopplungen

### Easy
| Jahr | Titel | Höchstplatzierung, Gesamtwochen, AuszeichnungChartplatzierungen (Jahr, Titel, , Platzierungen, Wochen, Auszeichnungen, Anmerkungen) | Höchstplatzierung, Gesamtwochen, AuszeichnungChartplatzierungen (Jahr, Titel, , Platzierungen, Wochen, Auszeichnungen, Anmerkungen) | Höchstplatzierung, Gesamtwochen, AuszeichnungChartplatzierungen (Jahr, Titel, , Platzierungen, Wochen, Auszeichnungen, Anmerkungen) | Höchstplatzierung, Gesamtwochen, AuszeichnungChartplatzierungen (Jahr, Titel, , Platzierungen, Wochen, Auszeichnungen, Anmerkungen) | Anmerkungen                            |
| Jahr | Titel | DE | AT | CH | UK | Anmerkungen                            |
| ---- | ----- | --- | --- | --- | --- | -------------------------------------- |
| 2006 | Easy  | DE26 (9 Wo.)DE | AT23 (16 Wo.)AT | CH30 (5 Wo.)CH | UK8 (6 Wo.)UK | Erstveröffentlichung: 6. November 2006 |

### Hintergrundinformationen
Die erste und einzige Single des Albums, Easy (deutsch: Leicht), wurde am 6. November 2006 veröffentlicht. Sie schaffte es auf Anhieb auf Platz 8 der UK-Singlecharts und war somit der zwölfte Top-10-Hit der Sugababes.
Der Text des Songs dreht sich darum, Männer dazu zu animieren, sich Frauen anzunähern und diese zu schätzen.
Ursprünglich war auch eine Veröffentlichung des zweiten neuen Songs, Good To Be Gone, gedacht, wurde aber aufgrund des Releases der Charity-Single Walk This Way wieder verworfen.

### Musikvideo
Das Musikvideo zur Single wurde von Tim Royes gedreht, der schon das Video zur Vorgängersingle Red Dress gefilmt hatte. Royes starb kurz darauf bei einem Autounfall, woraufhin die Sugababes ihm das Video zu ihrer Hit-Single About You Now widmeten.
Das Video zeigt die drei Mädchen in einer Underground-Szene und in Latexoutfits. Später im Video sieht man sie unter anderem in den Kabinen einer öffentlichen Toilette tanzen.

### Titelliste
| #  | Titel    | Spieldauer |
| -- | -------- | ---------- |
| 1. | Easy     | 3:39       |
| 2. | Shake It | 5:11       |

## Kommerzieller Erfolg

### Chartplatzierungen
| ChartsChartplatzierungen     | Höchstplatzierung | Wochen |
| ---------------------------- | ----------------- | ------ |
| Deutschland (GfK)            | 38 (9 Wo.)        | 9      |
| Österreich (Ö3)              | 25 (9 Wo.)        | 9      |
| Schweiz (IFPI)               | 29 (9 Wo.)        | 9      |
| Vereinigtes Königreich (OCC) | 3 (39 Wo.)        | 39     |

| ChartsJahrescharts (2006)    | Platzierung |
| ---------------------------- | ----------- |
| Vereinigtes Königreich (OCC) | 41          |

### Auszeichnungen für Musikverkäufe
| Land/Region                  | Auszeichnungen für Musikverkäufe (Land/Region, Auszeichnung, Verkäufe) | Verkäufe |
| ---------------------------- | ---------------------------------------------------------------------- | -------- |
| Dänemark (IFPI)              | Gold                                                                   | 20.000   |
| Irland (IRMA)                | Platin                                                                 | 15.000   |
| Portugal (AFP)               | Gold                                                                   | 10.000   |
| Vereinigtes Königreich (BPI) | 2× Platin                                                              | 600.000  |
| Insgesamt                    | 2× Gold · 3× Platin ·                                                  | 645.000  |